# Donje Cikote
Donje Cikote (cyr. Доње Цикоте) – wieś w Bośni i Hercegowinie, w Republice Serbskiej, w gminie Rudo. W 2013 roku liczyła 63 mieszkańców.